# جيم رالف
جيم رالف هو لاعب هوكي الجليد كندي، ولد في 13 مايو 1962.

## وصلات خارجية
- جيم رالف على موقع دوري الهوكي الوطني (الإنجليزية)
- جيم رالف على موقع EliteProspects.com (الإنجليزية)
- جيم رالف على موقع HockeyDB.com (الإنجليزية)